# Virginijus Martišauskas
Virginijus Martišauskas (* 22. Juli 1946 in Kaunas; † 29. April 2015 in Pilaitė, Vilnius) war ein litauischer Politiker und Journalist.

## Leben
Nach dem Abitur 1964 an der Jonas-Jablonskis-Mittelschule absolvierte er 1970 das Diplomstudium der Journalistik an der Fakultät für Geschichte und Philologie der Vilniaus universitetas. Von 1969 bis 1974 arbeitete er in der Tageszeitung „Vakarinės naujienos“ als leitender Korrespondent. Von 1974 bis 1994 war er Redakteur der Fernsehsendungen „Keliai, mašinos, žmonės“, „01, 02, 03“, „Keturi ratai“ bei Lietuvos televizija. Von 1990 bis 1991 war er Chefredakteur des Magazins „Ratai“. Von 1994 bis 1996 arbeitete er beim Fernsehsender „Laisvas ir nepriklausomas kanalas“.
Er war Deputierter im Gemeinderat von Vievis in der Rajongemeinde Trakai. Von 1996 bis 2004 war er Mitglied im Seimas. Ab 2012 war er Redakteur der Zeitung „Krašto naujienos“.
Von 1996 bis 1997 war er Mitglied der Lietuvos liberalų sąjunga, danach bis 2004 der Liberalų ir centro sąjunga.